# Cupa României 2024-2025
La Cupa României 2024-2025, denominata Cupa României Betano per ragioni di sponsorizzazione, è stata l'87ª edizione della coppa nazionale di Romania. È iniziata il 31 agosto 2024 e si è conclusa con la finale del 14 maggio 2025.
La competizione è stata vinta dal CFR Cluj, alla sua quinta coppa nazionale.

## Calendario
Il calendario è stato confermato il 28 giugno 2024.
| Fase          | Turno             | Date                          | Squadre entranti                                                |
| ------------- | ----------------- | ----------------------------- | --------------------------------------------------------------- |
| Prima fase    | Turno preliminare | 10-20 luglio 2024             | 42 squadre di Liga IV                                           |
| Prima fase    | 1º turno          | 31 luglio 2024                | 69 squadre di Liga III                                          |
| Prima fase    | 2º turno          | 7 agosto 2024                 | 20 squadre di Liga III 2 squadre di Liga II                     |
| Prima fase    | 3º turno          | 14 agosto 2024                | 18 squadre di Liga II                                           |
| Prima fase    | Play-off          | 28 agosto 2024                | Squadre classificate dal 9º al 16º posto della Liga I 2023-2024 |
| Fase a gironi | Gironi            | 30 ottobre - 18 dicembre 2024 | Squadre classificate dal 1º all'8º posto della Liga I 2023-2024 |
| Fase finale   | Quarti di finale  | 2 aprile 2025                 | ---                                                             |
| Fase finale   | Semifinali        | 23 aprile 2025                | ---                                                             |
| Fase finale   | Finale            | 14 maggio 2025                | ---                                                             |

## Primo turno
| Squadra 1             | Risultato       | Squadra 2              |
| --------------------- | --------------- | ---------------------- |
| SR Brașov             | 0 - 4           | Universitar Alba Iulia |
| Târgu Secuiesc        | 0 - 2           | Orodheiu Secuiesc      |
| Petrolul Potcoava     | 1 - 0 (dts)     | Oltul Curtişoara       |
| Cozia Călimăneşti     | 1 - 7           | Viitorul Dăești        |
| Turceni               | 0 - 7           | Târgu Cărbunești       |
| Minerul Lupeni        | 0 - 1 (dts)     | Jiul Petrosani         |
| Voinţa Lupac          | 5 - 0           | Phoenix Buziaş         |
| Metalurgistul Cugir   | 4 - 1 (dts)     | Mediaș                 |
| Industria Galda       | 0 - 10          | Unirea Alba Iulia      |
| Viitorul Sântimbru    | 1 - 4           | Sănătatea Cluj         |
| Avântul Reghin        | 7 - 0           | CS Târgu Mureș         |
| Minerul Ocna Dej      | 0 - 3           | Viitorul Cluj          |
| FC Olimpia Satu Mare  | 1 - 5           | Minaur Baia Mare       |
| Victoria Carei        | 1 - 7           | Olimpia Satu Mare      |
| Luceafărul Lotus B.F. | 2 - 2 (1-4 dtr) | Crișul Sântandrei      |
| Bihorul Beiuș         | 1 - 2 (dts)     | Gloria Lunca-Teuz      |
| Socodor               | 0 - 5           | Progresul Pecica       |
| Ineu                  | 3 - 1           | Șoimii Lipova          |
| Avântul Periam        | 1 - 2           | Peciu Nou              |
| Viitorul Darabani     | 0 - 3           | Șomuz Fălticeni        |
| Rapid Brodoc          | 1 - 1 (6-5 dtr) | Vaslui                 |
| Aerostar Bacău        | 1 - 1 (4-3 dtr) | Bacău                  |
| Voinţa Cudalbi        | 3 - 2           | Viitorul Onești        |
| Sporting Liești       | 2 - 1           | Unirea Braniștea       |
| Hamangia Baia         | 0 - 3           | Dacia Unirea Brăila    |
| Viitorul Şuţeşti      | 0 - 3           | Viitorul Ianca         |
| Axiopolis Cernavodă   | 0 - 1           | Gloria Băneasa         |
| Înainte Modelu        | 0 - 2           | Agricola Borcea        |
| Progresul Fundulea    | 1 - 5           | Recolta Gheorghe Doja  |
| Voinţa Limpeziş       | 1 - 3           | Râmnicu Sărat          |
| Sporting Roșiori      | 1 - 2           | Dunărea Giurgiu        |
| Ştefăneşti            | 4 - 2           | Acad. Clinceni         |
| Păulești              | 1 - 3           | Plopeni                |
| Tricolorul Breaza     | 1 - 2           | Pucioasa               |
| Muscelul Câmpulung    | 4 - 2           | Flacăra Moreni         |
| Lupii Profa           | 4 - 0           | Unirea Bascov          |
| Ciucaş Tărlungeni     | 0 - 3           | Kids Tâmpa Braşov      |
| Paşcani               | 3 - 0           | Știința Miroslava      |

## Secondo turno
| Squadra 1                 | Risultato       | Squadra 2                  |
| ------------------------- | --------------- | -------------------------- |
| Șomuz Fălticeni           | 2 - 2 (4-5 dtr) | Universitar Alba Iulia     |
| Paşcani                   | 2 - 1           | Rapid Brodoc               |
| Voinţa Cudalbi            | 1 - 2           | Sporting Liești            |
| Aerostar Bacău            | 1 - 3           | Bacău                      |
| Odorheiu Secuiesc         | 0 - 1           | Focșani                    |
| Râmnicu Sărat             | 1 - 3 (dts)     | Metalul Buzau              |
| Viitorul Ianca            | 1 - 2           | Dacia Unirea Brăila        |
| Kids Tâmpa Braşov         | 2 - 1           | Cetate Râșnov              |
| Olimpic Zărnești          | 2 - 3 (dts)     | Câmpulung Muscel           |
| Muscelul Câmpulung        | 3 - 0           | Pucioasa                   |
| Plopeni                   | 0 - 2           | Blejoi Vispeşti            |
| Ştefăneşti                | 1 - 5           | Tunari                     |
| Dinamo Bucarest           | 2 - 4           | Afumați                    |
| Popești-Leordeni          | 2 - 1           | Progresul Spartac          |
| Recolta Gheorghe Doja     | 2 - 2 (4-5 dtr) | Agricola Borcea            |
| Dunărea Giurgiu           | 2 - 1           | Cetatea Turnu Magurele     |
| Olimpia Satu Mare         | 0 - 4           | Zalău                      |
| Minaur Baia Mare          | 3 - 2           | Sighetu Marmației          |
| Gloria Bistrița-Năsăud    | 1 - 0           | Unirea Dej                 |
| Viitorul Cluj             | 1 - 4           | Sănătatea Cluj             |
| Crișul Sântandrei         | 1 - 2           | Bihor Oradea               |
| Ineu                      | 0 - 3           | Gloria Lunca-Teuz          |
| Progresul Pecica          | 3 - 3 (3-5 dtr) | Timișoara                  |
| Peciu Nou                 | 1 - 2           | Dumbrăvița                 |
| Voinţa Lupac              | 0 - 2           | CSC Ghiroda                |
| Avântul Reghin            | 0 - 1           | Unirea Ungheni             |
| Metalurgistul Cugir       | 1 - 3           | Universitar din Alba Iulia |
| Unirea Alba Iulia         | 15 - 0          | Cetate Deva                |
| Jiul Petroșani            | 1 - 1 (3-5 dtr) | Viitorul Târgu Jiu         |
| Gilortul Târgu Cărbunești | 4 - 5 (dts)     | Râmnicu Vâlcea             |
| Lupii Profa               | 4 - 2           | Viitorul Dăești            |
| Petrolul Potcoava         | 3 - 1           | Filiași                    |
| Vedița Colonești          | 1 - 4           | Alexandria                 |
| Gloria Băneasa            | 0 - 2           | Dunărea Călărași           |

## Terzo turno
| Squadra 1                  | Risultato       | Squadra 2              |
| -------------------------- | --------------- | ---------------------- |
| 14 agosto 2024             |                 |                        |
| Minaur Baia Mare           | 1 - 0 (dts)     | Zalău                  |
| Sănătatea Cluj             | 4 - 1           | Gloria Bistrița-Năsăud |
| Universitar din Alba Iulia | 0 - 1           | Unirea Ungheni         |
| Unirea Alba Iulia          | 2 - 1           | Șelimbăr               |
| Kids Tâmpa Braşov          | 1 - 3           | Csíkszereda            |
| Gloria Lunca-Teuz          | 2 - 6 (dts)     | Bihor Oradea           |
| Timișoara                  | 1 - 2           | Dumbrăvița             |
| CSC Ghiroda                | 0 - 2           | CSM Reșița             |
| Câmpulung Muscel           | 2 - 0           | Chindia Târgoviște     |
| Râmnicu Vâlcea             | 3 - 2           | Mioveni                |
| Petrolul Potcoava          | 0 - 1           | FCU Craiova            |
| Lupii Profa                | 1 - 6           | CSM Slatina            |
| Dunărea Giurgiu            | 2 - 3           | Alexandria             |
| Concordia Chiajna          | 0 - 0 (4-1 dtr) | Steaua Bucarest        |
| Popești-Leordeni           | 2 - 1           | Tunari                 |
| Blejoi Vispeşti            | 2 - 3           | Voluntari              |
| Afumați                    | 2 - 1           | Metaloglobus           |
| Agricola Borcea            | 1 - 1 (5-3 dtr) | Dunărea Călărași       |
| Dacia Unirea Brăila        | 1 - 5           | Metalul Buzau          |
| Bacău                      | 0 - 1           | Ceahlăul               |
| Paşcani                    | 2 - 0           | Bucovina Rădăuți       |
| 15 agosto 2024             |                 |                        |
| Muscelul Câmpulung         | 1 - 2           | Argeș Pitești          |
| Sporting Liești            | 2 - 3           | Focșani                |
| 21 agosto 2024             |                 |                        |
| Viitorul Târgu Jiu         | 0 - 3           | Corvinul Hunedoara     |

## Quarto turno
| Squadra 1         | Risultato       | Squadra 2          |
| ----------------- | --------------- | ------------------ |
| 27 agosto 2024    |                 |                    |
| Bihor Oradea      | 1 - 3           | CSM Reșița         |
| Minaur Baia Mare  | 2 - 3           | Râmnicu Vâlcea     |
| Sănătatea Cluj    | 2 - 1           | Câmpulung Muscel   |
| Dumbrăvița        | 1 - 1 (4-5 dtr) | Petrolul Ploiești  |
| 28 agosto 2024    |                 |                    |
| Concordia Chiajna | 0 - 2           | Politehnica Iași   |
| Focșani           | 0 - 3           | Hermannstadt       |
| Alexandria        | 0 - 1           | Botoșani           |
| Paşcani           | 0 - 2           | Ceahlăul           |
| Unirea Alba Iulia | 1 - 1 (5-4 dtr) | FCU Craiova        |
| Agricola Borcea   | 2 - 2 (4-3 dtr) | CSM Slatina        |
| Popești-Leordeni  | 0 - 2           | Unirea Ungheni     |
| Voluntari         | 0 - 1           | Dinamo Bucarest    |
| 29 agosto 2024    |                 |                    |
| Metalul Buzau     | 1 - 0           | Universitatea Cluj |
| Afumați           | 1 - 1 (5-3 dtr) | Gloria Buzău       |
| Csíkszereda       | 1 - 0           | Unirea Slobozia    |
| Argeș Pitești     | 2 - 0           | Corvinul Hunedoara |

## Fase a gruppi
Le squadre qualificate sono state divise in 3 fasce. Il sorteggio si è tenuto il 25 settembre.
| Fascia 1                                                                                           | Fascia 2 | Fascia 3 |
| -------------------------------------------------------------------------------------------------- | --- | --- |
| - FCSB - CFR Cluj - U Craiova - Farul Costanza - Sepsi - Rapid Bucarest - UTA Arad - Oțelul Galați | - Hermannstadt - Petrolul Ploiești - Politehnica Iași - Dinamo Bucarest - Botoșani - Voluntari - Csíkszereda - CSM Reșița - Ceahlăul | - Argeș Pitești - Afumați - Unirea Ungheni - Buzău - Agricola Borcea - Râmnicu Vâlcea - Sănătatea Cluj - Unirea Alba Iulia |

### Gruppo A
| Squadra        | Pt | G | V | N | P | GF | GS | DR |
| -------------- | -- | - | - | - | - | -- | -- | -- |
| CFR Cluj       | 7  | 3 | 2 | 1 | 0 | 6  | 3  | +3 |
| Rapid Bucarest | 6  | 3 | 2 | 0 | 1 | 5  | 2  | +3 |
| Botoșani       | 6  | 3 | 2 | 0 | 1 | 4  | 2  | +2 |
| Afumați        | 4  | 3 | 1 | 1 | 1 | 2  | 3  | -1 |
| Ceahlăul       | 1  | 3 | 0 | 1 | 2 | 1  | 2  | -2 |
| Argeș Pitești  | 1  | 3 | 0 | 1 | 2 | 2  | 7  | -5 |

### Gruppo B
| Squadra           | Pt | G | V | N | P | GF | GS | DR |
| ----------------- | -- | - | - | - | - | -- | -- | -- |
| Buzău             | 7  | 3 | 2 | 1 | 0 | 4  | 0  | +4 |
| U Craiova         | 6  | 3 | 2 | 0 | 1 | 4  | 1  | +3 |
| FCSB              | 6  | 3 | 2 | 0 | 1 | 6  | 3  | +3 |
| Petrolul Ploiești | 4  | 3 | 1 | 1 | 1 | 3  | 2  | +1 |
| Dinamo Bucarest   | 2  | 3 | 0 | 2 | 1 | 0  | 4  | -4 |
| Agricola Borcea   | 0  | 3 | 0 | 0 | 3 | 1  | 8  | -7 |

### Gruppo C
| Squadra          | Pt | G | V | N | P | GF | GS | DR |
| ---------------- | -- | - | - | - | - | -- | -- | -- |
| Farul Costanza   | 5  | 3 | 1 | 2 | 0 | 7  | 3  | +4 |
| Politehnica Iași | 5  | 3 | 1 | 2 | 0 | 3  | 2  | +1 |
| Hermannstadt     | 5  | 3 | 1 | 2 | 0 | 3  | 2  | +1 |
| Sănătatea Cluj   | 2  | 3 | 0 | 2 | 1 | 3  | 4  | -1 |
| Dinamo Bucarest  | 2  | 3 | 0 | 2 | 1 | 3  | 4  | -1 |
| Agricola Borcea  | 2  | 3 | 0 | 2 | 1 | 3  | 7  | -4 |

### Gruppo D
| Squadra           | Pt | G | V | N | P | GF | GS | DR |
| ----------------- | -- | - | - | - | - | -- | -- | -- |
| CSM Reșița        | 7  | 3 | 2 | 1 | 0 | 4  | 1  | +3 |
| Unirea Alba Iulia | 7  | 3 | 2 | 1 | 0 | 4  | 1  | +3 |
| Csíkszereda       | 5  | 3 | 1 | 2 | 0 | 2  | 1  | +1 |
| Oțelul Galați     | 4  | 3 | 1 | 1 | 1 | 5  | 4  | +1 |
| Sepsi             | 1  | 3 | 0 | 1 | 2 | 1  | 4  | -3 |
| Râmnicu Vâlcea    | 0  | 3 | 0 | 0 | 3 | 3  | 8  | -5 |

### Spareggi
Quattro squadre da due gironi hanno terminato la fase in parità secondo tutti i criteri di classifica, inclusi punti, differenza reti, reti segnate e risultati negli scontri diretti. La federazione ha annunciato che per determinare quale squadra sarebbe passata ai quarti di finale si sarebbero giocate due gare di spareggio, una per girone.
| Squadra 1        | Risultato   | Squadra 2         |
| ---------------- | ----------- | ----------------- |
| 23 febbraio 2025 |             |                   |
| CSM Reșița       | 1 - 0       | Unirea Alba Iulia |
| 26 febbraio 2025 |             |                   |
| Politehnica Iași | 0 - 1 (dts) | Hermannstadt      |

## Fase finale

### Tabellone
|  | Quarti di finale  | Quarti di finale  | Quarti di finale |                |              | Semifinali   | Semifinali | Semifinali |  |  | Finale | Finale | Finale |  |
|  |                   |                   |                  |                |              |              |            |            |  |  |        |        |        |  |
|  | CFR Cluj (dtr)    | CFR Cluj (dtr)    | 1 (5)            |                |              |              |            |            |  |  |        |        |        |  |
|  | CFR Cluj (dtr)    | CFR Cluj (dtr)    | 1 (5)            |                |              |              |            |            |  |  |        |        |        |  |
|  | U Craiova         | U Craiova         | 1 (3)            |                |              |              |            |            |  |  |        |        |        |  |
|  | U Craiova         | U Craiova         | 1 (3)            |                | CFR Cluj     | CFR Cluj     | 4          |            |  |  |        |        |        |  |
|  |                   |                   |                  |                | CFR Cluj     | CFR Cluj     | 4          |            |  |  |        |        |        |  |
|  |                   |                   | Farul Costanza   | Farul Costanza | 1            |              |            |            |  |  |        |        |        |  |
|  | Farul Costanza    | Farul Costanza    | Farul Costanza   | Farul Costanza | 1            | 3            |            |            |  |  |        |        |        |  |
|  | Farul Costanza    | Farul Costanza    |                  |                |              |              |            |            |  |  |        |        |        |  |
|  | Unirea Alba Iulia | Unirea Alba Iulia | 0                |                |              |              |            |            |  |  |        |        |        |  |
|  | Unirea Alba Iulia | Unirea Alba Iulia | 0                |                | CFR Cluj     | CFR Cluj     | 3          |            |  |  |        |        |        |  |
|  |                   |                   |                  |                |              |              |            |            |  |  |        |        |        |  |
|  |                   |                   | Hermannstadt     | Hermannstadt   | 2            |              |            |            |  |  |        |        |        |  |
|  | CSM Reșița        | CSM Reșița        | Hermannstadt     | Hermannstadt   | 2            | 0            |            |            |  |  |        |        |        |  |
|  | CSM Reșița        | CSM Reșița        |                  |                |              |              |            |            |  |  |        |        |        |  |
|  | Hermannstadt      | Hermannstadt      | 4                |                |              |              |            |            |  |  |        |        |        |  |
|  | Hermannstadt      | Hermannstadt      | 4                |                | Hermannstadt | Hermannstadt | 2          |            |  |  |        |        |        |  |
|  |                   |                   |                  |                | Hermannstadt | Hermannstadt | 2          |            |  |  |        |        |        |  |
|  |                   |                   | Rapid Bucarest   | Rapid Bucarest | 1            |              |            |            |  |  |        |        |        |  |
|  | Buzău             | Buzău             | Rapid Bucarest   | Rapid Bucarest | 1            | 0            |            |            |  |  |        |        |        |  |
|  | Buzău             | Buzău             |                  |                |              |              |            |            |  |  |        |        |        |  |
|  | Rapid Bucarest    | Rapid Bucarest    | 3                |                |              |              |            |            |  |  |        |        |        |  |

### Quarti di finale
| Squadra 1      | Risultato       | Squadra 2         |
| -------------- | --------------- | ----------------- |
| 1° aprile 2025 |                 |                   |
| CFR Cluj       | 1 - 1 (5-3 dtr) | U Craiova         |
| 2 aprile 2025  |                 |                   |
| Farul Costanza | 3 - 0           | Unirea Alba Iulia |
| CSM Reșița     | 0 - 4           | Hermannstadt      |
| 3 aprile 2025  |                 |                   |
| Buzău          | 0 - 3           | Rapid Bucarest    |

### Semifinale
| Squadra 1      | Risultato | Squadra 2      |
| -------------- | --------- | -------------- |
| 23 aprile 2025 |           |                |
| Hermannstadt   | 2 - 1     | Rapid Bucarest |
| 24 aprile 2025 |           |                |
| CFR Cluj       | 4 - 1     | Farul Costanza |

### Finale
| Arbitro: | A. Chivulete |

|                    |           |                                     |
| Căpușă 37’ Buș 74’ | Marcatori | 15’ Kamara 22’ Munteanu 48’ Nkololo |